# Jean Carlos Ferreira
Jean Carlos Ferreira da Silva (n. São Gonçalo, Estado de Río de Janeiro, Brasil; 3 de marzo de 1982) es un futbolista brasileño. Es delantero y su actual equipo es Volta Redonda FC, del Campeonato Carioca de Brasil.

## Clubes
| Club          | País                   | Año       |
| ------------- | ---------------------- | --------- |
| Flamengo      | Brasil                 | 2002-2004 |
| Cruzeiro      | Brasil                 | 2004-2005 |
| Flamengo      | Brasil                 | 2005      |
| FC Saturn     | Rusia                  | 2005-2006 |
| Vasco da Gama | Brasil                 | 2006-2007 |
| Corinthians   | Brasil                 | 2007      |
| Fluminense    | Brasil                 | 2007-2008 |
| Vasco da Gama | Brasil                 | 2008      |
| Sharjah FC    | Emiratos Árabes Unidos | 2008-2009 |
| Santos FC     | Brasil                 | 2009      |
| Brasiliense   | Brasil                 | 2010      |
| Volta Redonda | Brasil                 | 2011-     |

## Palmarés

### Campeonatos nacionales
| Título             | Club     | País   | Año  |
| ------------------ | -------- | ------ | ---- |
| Campeonato Carioca | Flamengo | Brasil | 2004 |